# 1754 Cunningham
1754 Cunningham eller 1935 FE är en asteroid i huvudbältet som upptäcktes 29 mars 1935 av den belgiske astronomen Eugène Joseph Delporte i Uccle. Det har fått sitt namn efter den amerikanske astronomen Leland Cunningham.
Asteroiden har en diameter på ungefär 79 kilometer och den tillhör asteroidgruppen Hilda.